# Landvættir
Landvættir são espíritos da terra, presente nas crenças do paganismo nórdico, como a religião Ásatrú. São espíritos protetores da natureza e podem se apresentar em diferentes formas, são muito respeitados e ofertados em rituais ligados a essa cultura.

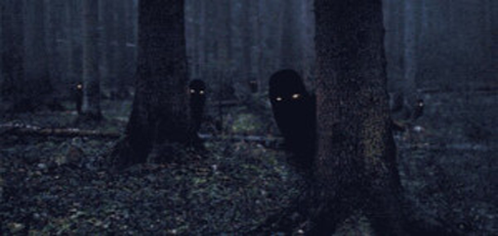
Imagem representando os Landvættir, espíritos da terra.

No Landnámabók (Livro da Colonização) conta que Ulfjótr cria uma lei dizendo que os viquingues, deveriam tirar suas esculturas de dragões da proa de seus barcos, conhecidos também como Dracar, para não assustar os Landvættir, quando chegavam em terras na Islândia.

## Os Quatro Landvættir da Islândia
De acordo com a Saga do Rei Olaf Tryggvason em Heimskringla, o rei Harald Bluetooth Gormsson da Dinamarca, com a intenção de invadir a Islândia, a terra que iria sofrer o ataque foi protegida pelos Landvættir: Bergrisi, o gigante, no sul; Dreki, o dragão, no leste; Grammur, a águia, no norte do país; Griðungur, o touro, no oeste. Os quatro Landvættir até hoje são considerados como os protetores dos quatro cantos da Islândia, podendo ser visto no Brasão de armas da Islândia (em islandês: Skjaldarmerki Íslands).

Brasão de armas da Islândia.